# Однополые союзы в Венгрии
Закон, разрешающий в Венгрии однополые гражданские союзы (венг. bejegyzett élettársi kapcsolat), вступил в силу 1 июля 2009 года. Однополые пары получили фактически те же права, включая права наследования и налогообложения, как и живущие в гражданском партнёрстве гетеросексуальные пары[уточнить], кроме возможности усыновления, доступа к процедурам искусственного оплодотворения и права взять фамилию партнёра.
За первых 4 месяца действия закона было заключено всего 44 однополых союза в стране (31 мужская пара и 13 женских). Такое низкое число заключённых союзов связано, прежде всего с тем, что в бывшей социалистической стране до сих пор сильны гомофобные настроения.

## История легализации
Правительство в составе Альянса свободных демократов и Социалистической партии Венгрии направили в парламент страны законопроект о гражданских союзах с целью зафиксировать в тексте закона формулировку «двое достигших совершеннолетия» вместо «достигшие совершеннолетия мужчина и женщина», так, чтобы распространить этот закон на однополые пары. 17 декабря 2007 года парламент Венгрии принял законопроект 185 голосами за и 159 против.
Ожидалось, что законопроект вступит в силу 1 января 2009 года, однако 15 декабря 2008 года Конституционный суд объявил этот законопроект неконституционным, мотивируя своё постановление тем, что новый закон, создающий союзы также для разнополых пар, дублирует закон о браке и «понижает его ценность», а посему противоречит конституции, которая брак защищает. При этом было подчеркнуто, что парламент может принять новый закон о гражданских партнёрствах, адресованный исключительно однополым парам.
23 декабря 2008 года правительство страны объявило о том, что создаст новый законопроект в соответствии с решением Конституционного суда, а именно направленный лишь на однополые пары и предоставляющий все права брака, кроме права усыновления и права на общую фамилию, что и было сделано 12 февраля 2009 года.
20 апреля 2009 года законопроект был принят парламентом 199 голосами «за» (Социалистическая партия Венгрии и Альянс свободных демократов) и 159 голосами «против» (Фидес — Венгерский гражданский союз и Христианско-демократическая народная партия), в мае 2009 года президент страны Ласло Шойом подписал закон об однополых союзах 1 июля 2009 года он вступил в силу.

## Однополый брак
В декабре 2010 года информационная служба венгерского правительства сообщила, что в новой Конституции Венгрии брак будет определен как исключительно гетеросексуальный союз. Таким образом, запрет легализации однополых браков в этой стране теперь закреплён конституционно.
В феврале 2018 года Окружной суд Будапешта постановил, что Венгрия должна признавать однополые браки, заключённые за границей, в качестве зарегистрированных партнёрств.